# Coloso de los naxios
El Coloso de los naxios (también Apolo de los naxios)  es una estatua de un kuros de mármol naxio de unos 9 metros de altura, que se encuentra actualmente en el Museo Arqueológico de Delos y que era originaria de una de las islas de las Cícladas. Estaba en el santuario de Apolo y Artemisa en la isla de Delos. El Coloso es un ejemplo de escultura monumental de la Escultura griega arcaica y data de finales del siglo VII a. C.. Es una de las estatuas de kuros más grandes conocidas hasta ahora. Solo el Kuros de Apolonas, que permanece inacabado en la cantera de Apolonas, es más grande, con 10,7 m de altura. Está roto en muchos pedazos.  

## Historia
La escultura fue donada al santuario por los naxios. Había sido tallada en Naxos y transportada a Delos en barco (o en varios barcos coordinados), y en Delos fue colocada en el lado occidental del santuario, cerca de los templos de Apolo. El Coloso es probablemente la misma gran escultura que, según Plutarco (c. 100 a. C.), cayó tras la caída de una palmera de bronce cercana donada por Nicias en 417 a. C. Sin embargo, se desconoce la fecha de la caída.

## Descripción

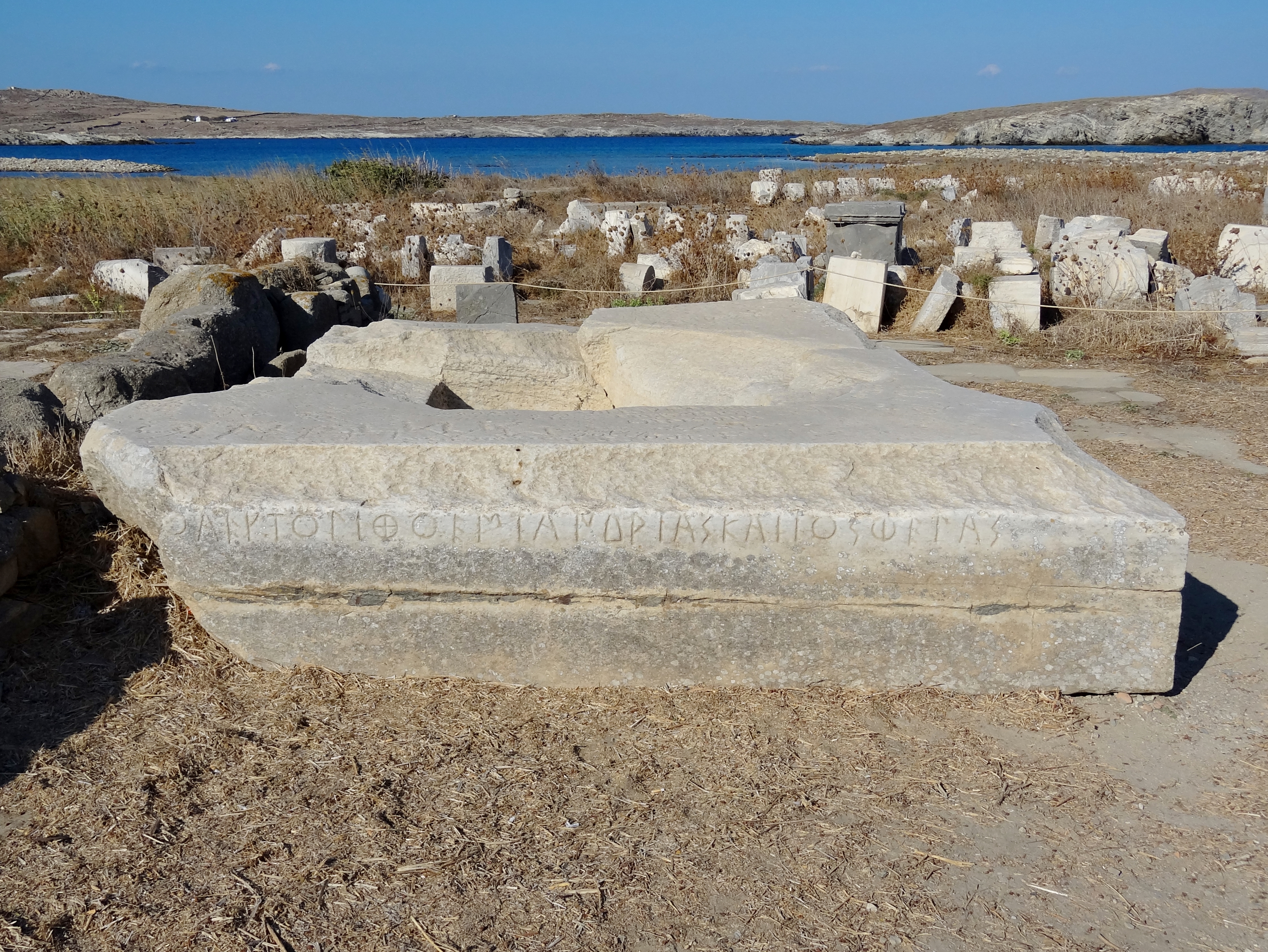
Lado este de la base del coloso de Naxos con inscripciones.

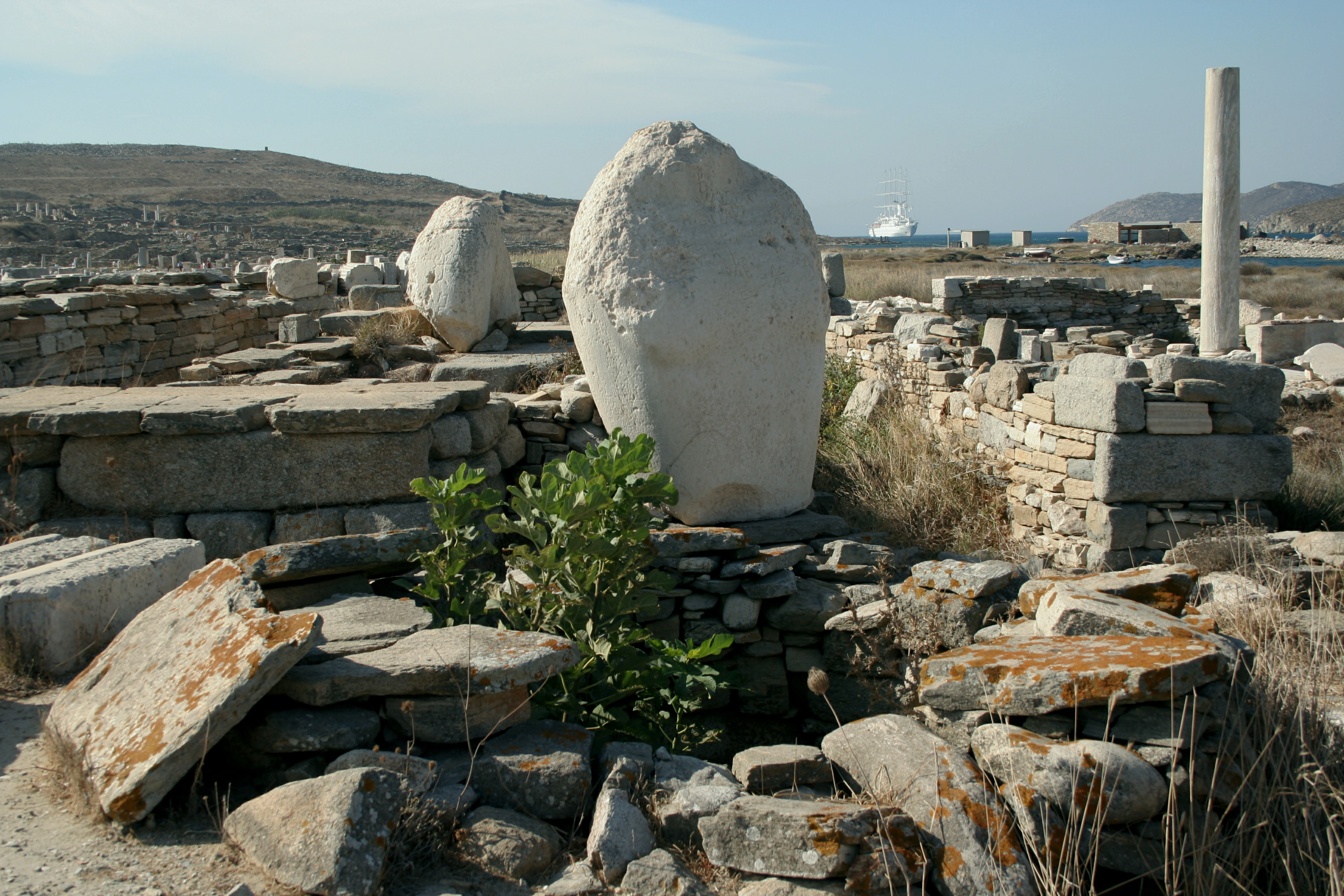
Partes del torso del Coloso de Naxos.

Apolo estaba desnudo, con la pierna izquierda adelantada y los brazos ligeramente levantados. Su larga cabellera le caía hasta los hombros. Un cinturón metálico le rodeaba el pecho. La estatua estaba orientada al oeste, hacia el mar. La base de la escultura medía aproximadamente 3,5 x 5,1 metros. La parte superior del torso mide unos 2,3 metros de altura y la inferior, 1,15 metros. El pie izquierdo, mide 0,57 metros. En la mano izquierda había un agujero para poder sostener un arco. La cabeza y la parte superior de las piernas se han perdido.
En la parte superior del torso inferior había un cinturón de bronce de 20-30 cm de ancho, que puede haberse distinguido por la serie de agujeros de alfiler en el mármol. A los lados de la parte superior del torso, unos 40 cm por encima del cinturón, hay agujeros en los que se sujetaban los brazos.
En su lado occidental hay una inscripción que decía ΝΑΞΙΟΙ ΑΠΟΛΛΩΝΙ (Naksioi Apollōni, «Los naxios (dedicaron esto) a Apolo») por lo que la escultura de mármol es probablemente de Apolo, y en el lado este [Τ]Ο ΑϜΥΤΟ ΛΙΘΟ ΕΜΙΝΔΡΙΑΣ ΚΑΙ ΤΟ ΣΦΕΛΑΣ (to awuto litho emi andrias kai to sfelas, «Soy la misma piedra tanto en estatua como en pedestal»).
Ciriaco de Ancona (Ciriaco de' Pizzicolli) visitó Delos en 1445 e hizo observaciones sobre la escultura caída, que entonces aún se encontraba en mejor estado. Se sabe que la cabeza de la escultura sobrevivió hasta 1655. Después, partes de la escultura desaparecieron en diversos lugares hasta el siglo XIX.
En la actualidad se conservan el pedestal y otras partes de la escultura. El pedestal está en su posición original. Cerca de él hay dos partes más grandes del torso. La mano se encuentra en el Museo Arqueológico de Delos. El pie izquierdo está en el Museo Británico desde 1819.

## Transporte
El Coloso se originó en una cantera de mármol cerca de Melanes, en la isla cicládica de Naxos. Allí no se talló, salvo para darle la forma más básica, y se transportó al puerto de Naxos, a unos diez kilómetros de distancia. La figura, que pesa unas 30 toneladas, se transportó después en barco hasta Delos. Había barcos que podían transportar más de 40 toneladas, pero la carga era difícil de transportar. Por ello, se ha sugerido que el coloso a medio construir fue transportado por dos barcos unidos por yugos.